# Michela Figini
Michela Figini (n. 7 aprilie 1966, Prato Leventina⁠(d), Cantonul Ticino, Elveția) este o schioară alpină ce a reprezentat Elveția, medaliată olimpică. A participat la 2 ediții ale Jocurilor Olimpice (1984, 1988) în care a câștigat o medalie de aur și o medalie de argint.